# Badistica margarita
Badistica margarita är en insektsart som beskrevs av Nicholas David Jago 1966. Badistica margarita ingår i släktet Badistica och familjen gräshoppor. Inga underarter finns listade i Catalogue of Life.